# Финский посёлок
Финский посёлок — бывший посёлок, вошедший в состав города Дмитрова Московской области. На первоначальной территории Финского посёлка сейчас располагаются: микрорайон Махалина, микрорайон на улице Сиреневой и сохранившаяся частная застройка.
Имеется одноимённая автобусная остановка.

## Расположение
На севере территория бывшего посёлка граничит с микрорайоном Внуковским. На северо-западе с микрорайоном ДЗФС граничит по речке Матусовке.
С юго-запада к посёлку по притоку Дунайка речки Березовец граничит с микрорайоном Орехово и на юге с кварталом по улице Бирлово поле (на холме). Микрорайон Новь начинается через Объездную дорогу.
К северной окраине примыкает парк «Сосновый бор», большая часть которого была отдана под частную и многоэтажную застройку. Западная часть состоит из сосен, северо-восточная часть (треть парка) представляет собой смешанный лес: берёза, сосна, липа, рябина и другие деревья. Парк это остатки Троицкого Чёрного леса, располагающегося на севере города до начала XX века (старинный сосновый лес на севере Дмитрова).   По посёлку протекает ручей Студенец.
К восточной части многоэтажной застройки через несколько СНТ и частный сектор примыкает Матусовский лес. На территории частного сектора осталась топоним-улица Большой Матусовский переулок.

## История
В XV—XVIII веках земли северо-востока будущего посёлка относятся к вотчине Дмитровского Борисоглебского монастыря. 
По переписным книгам 1627—1628 годов в вотчине монастыря в Повельском стане значится сельцо Орехово с монастырским двором и пустоши, что до польско-литовского нашествия были деревни: Митусово (Матусово?), Варсино, Шишкино, Привернино, Отушкино, Оксёново. После секуляризации 1764 года данная земля относится к Государственной коллегии экономии. 
Деревни располагались от Троицкого монастыря на реке Березовец вдоль Внуковской дороги (к селу Внуково). Скорее они располагались на нехолмистой местности (где сейчас автобусные остановки УПП ВОС и Погодный переулок).
После разорения деревни не восстанавливаются. 
Между устьями Березовца и Матусовки на реке Яхроме (запад будущего посёлка) до секуляризационной реформы 1764 года располагалась торговая подгородская слободка Медведевой пустыни. После литовского разорения в XVII веке дворы в слободе Медведевой пустыни стоят пустые. К концу XIX века территория бывшей слободы относится к городской. Вокруг располагаются огороды (низина) и сенокосные земли. Сохранилась улица-топоним Сенная.
На 1873 год северо-восточная территория будущего посёлка входила в состав государственных (не помещичьих) земель села Внуково и его деревень.

### Революция. Строительство канала имени Москвы

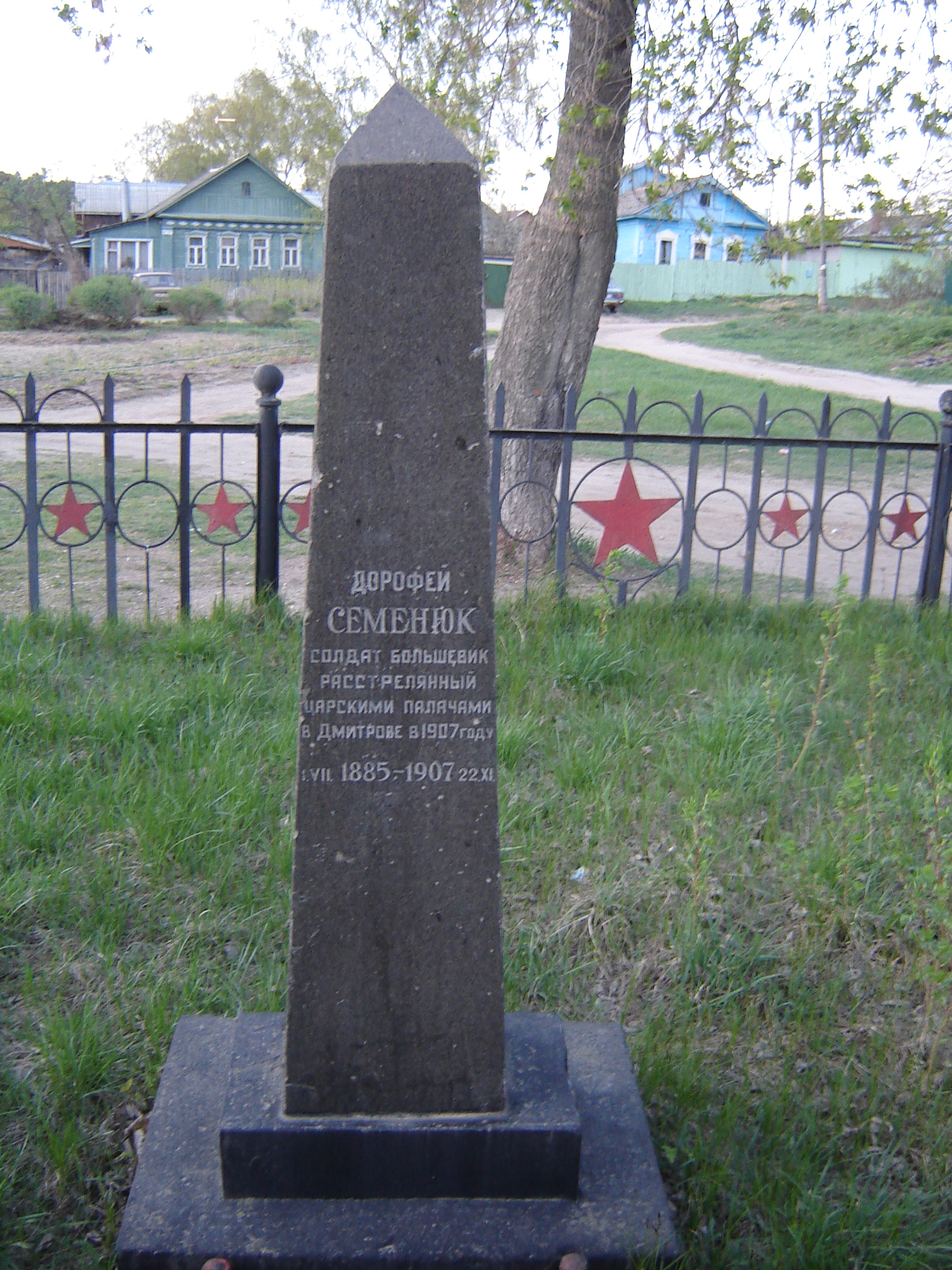
Обелиск-захоронение Семенюка Д. И.

В 1907 году на территории стрельбища, располагаемого возле современной Трансформаторной улицы посёлка, был расстрелян и захоронен по решению суда революционер-большевик, солдат 3-го железнодорожного батальона Д. И. Семенюк.
В 1922 году на месте расстрела был установлен монумент. Сейчас монумент-захоронение находится на площади Семенюка.
Ситуация сильно изменилась, когда началось строительство канала Волга-Москва. Для этих целей в 1932—1937 годах был сформирован Дмитлаг. Один из участков исправительного лагеря пришёлся на территорию будущего Финского посёлка. Здесь располагались бараки с заключёнными и дома управленцев ИТЛ.
Частным домам пришлось существенно потесниться (в дальнейшем они вошли в план застройки Финского посёлка).
Во время строительства канала в южной части современного посёлка находится карьер (ул. Внуковская, стр. 54), снабжающий стройку песком, глиной и гравием. Склоны карьера были укреплены посадками сосен. Ещё 2 карьера в Дмитрове находились на современной улице Пушкинской: один на месте современной АТС, другой за бывшим центральным узлом связи (ул. Пушкинская, д. 77). 4-й карьер — на окраине города возле Подлипецкой слободы и посёлка Шпилёво.
В начале Транспортной улицы находились бараки для заключённых и двухэтажные деревянные дома. Одноэтажное деревянное здание пождепо Дмитлага в начале улицы тоже со временем снесено. Также были снесены три деревянных двухэтажных административных здания по управлению заключенными по Малому Трансформаторному переулку. Остался только один двухэтажный дом администрации «городка Дмитлага» в начале улицы Внуковская (дом 2).
По словам местных жителей, на окраине территории нынешнего посёлка за обелиском Семенюку (в лесу), расстреливали заключённых.
Сейчас в начале Внуковской улицы (дом «2В») сейчас располагается Дежурная трансформаторная подстанция № 128 Дмитровского участка «Электрические сети канала имени Москвы». Ворота которой украшены красными якорями.
С 1938 по 1940 год, скорее всего, территория подчиняется ИТЛ Дмитровского механического завода, выделенного из Дмитлага после завершения строительства канала.
Возможно, в военное время на территории держались военнопленные, размещённые в бывших бараках ИТЛ.

### Создание посёлка

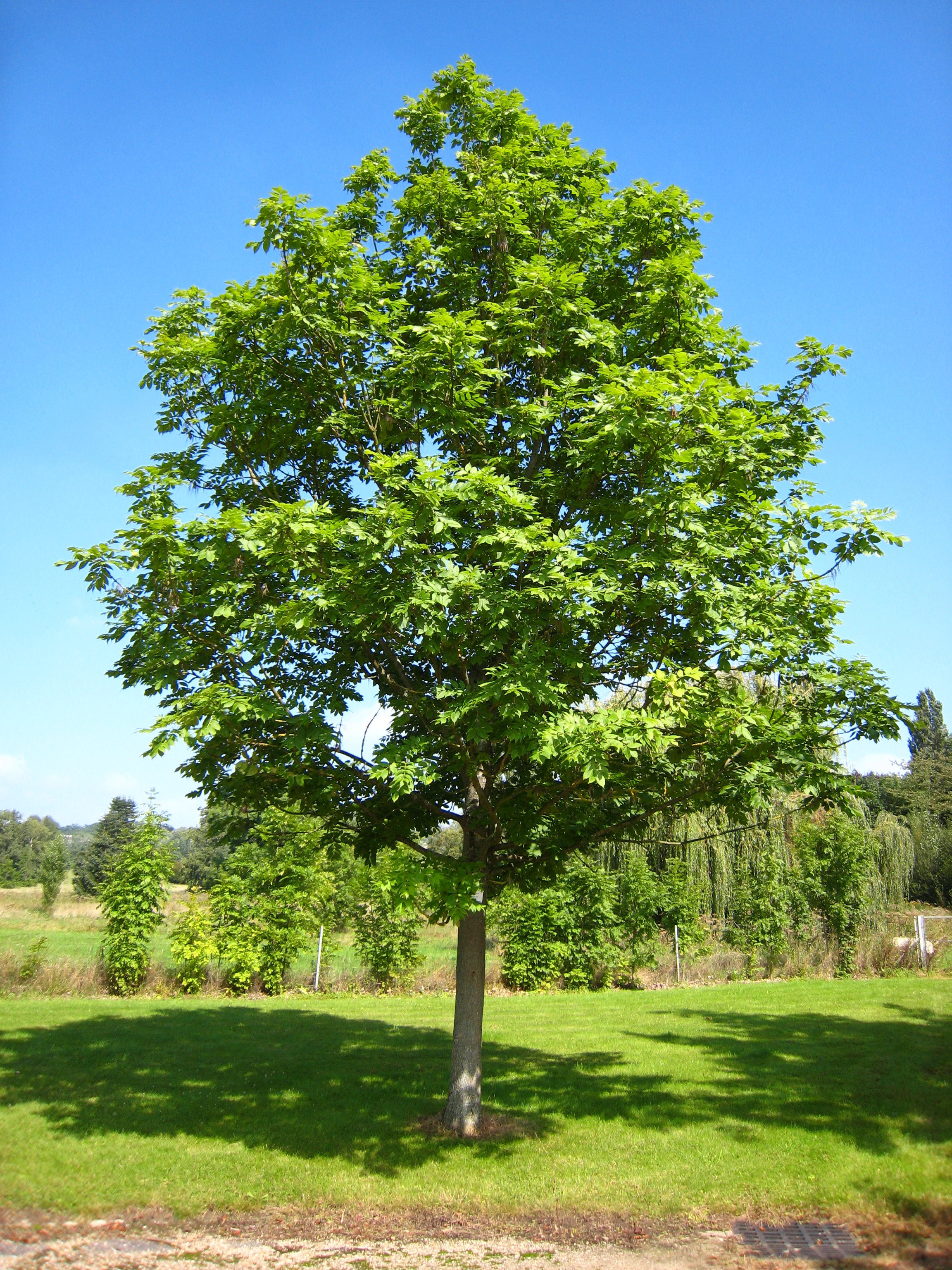
Ясень обыкновенный

После окончательного расформирования исправительных лагерей на месте бараков начали возводиться частные дома из финских каркасно-щитовых деревянных комплектов ("финские дома"). Сформировавшийся посёлок получает название Финского. В просторечии у местных на вопрос, где они живут — отвечали: «на Финских».
По словам местных жителей, строили военнопленные во время, после 2-й Мировой войны.
Идёт формирование плана застройки улиц посёлка. Так улицы посёлка и въезд по Внуковской дороге были украшены посадками ясеня. Сейчас деревья частично вырублены или посажены другие виды.
В связи с развитием промышленности городу для прибывающего населения требовалось жильё. Посёлок активно застраивается одноэтажными деревянными домами. Частные дома работников ближайших предприятий: ДЭЗ и ДЗФС сформировали будущий посёлок. Со стороны ДЗФС был застроен участок одноэтажными деревянными многоквартирными домами ("бараками"). Водоснабжение осуществлялось колонками на перекрёстках.
Финский посёлок в 1940—1960-е годы представлял собой одноэтажную деревянную частную жилую застройку. В советское время на территории финского посёлка располагались вино-водочный магазин, хозяйственный. Имелся сквер в центре посёлка между улицами Большая и Северная (без застройки).
В советское время на территории парка «Сосновый бор», по словам местных жителей, находился детский санаторий противотуберкулёзный диспансер (возможно противотуберкулёзный диспансер для лечения военнопленных). От него остались: частично липовая аллея (сейчас часть улицы новой частной застройки) и остатки фундаментов зданий (застроено в 2017—2018 годы частными домами по границе с парком).
В 1946 году оборудование и разборные финские дома вместе с немецкими специалистами через Дмитров поставлялись на Дубненский машиностроительный завод имени Н. П. Фёдорова в город Дубна. Для проживания немецких специалистов для настройки оборудования в Дубне в спешном порядке возводилось жильё из финских каркасных домов силами военнопленных, которые доставлялись до Дмитрова железнодорожным транспортом, далее автомобильным в Дубну. Руководил перевозкой обородования И. А. Репин и Павел Яковлевич Матюшенко, проживающий в Дмитрове.
Возможно, жильё из финских домов возводилось из этой же поступившей партии для специалистов и рабочих дмитровских заводов, как и в Дубне силами военнопленных.

### В составе города. Микрорайон Махалина

Западная жилая часть микрорайона Махалина

В конце 1960-х — начале 1970-х годов была построена Юго-Восточная объездная дорога. Территория города вплотную подступилась к Финскому посёлку.
В начале 1960-х годов на Сенной улице строительство предприятия по управлению газовым хозяйством района (Дмитровский филиал Мособлгаз). На Профессиональной улице автобусная остановка получает название «Горгаз».
В 1970-е годы строительство новых очистных сооружений города за  Савёловской железной дорогой перед каналом имени Москвы. Сброс очищенной воды в протоку Старая Яхрома.
В 1970—1980-х годах на территории посёлка с западной части начинается строится многоэтажный панельный микрорайон (с западной части микрорайона). Этот период можно считать присоединением "посёлка газового хозяйства" к городу.
Новый микрорайон Дмитрова был назван в 1988 году в честь уроженца Дмитровского района, лётчика-испытателя, героя Советского Союза Махалина В. Н..
За Профессиональной улицей и речкой Матусовкой была построена котельная (ул. Профессиональная, д.113а) для теплоснабжения нового микрорайона.
Позднее началось строительство восточной части микрорайона. Панели для строительства домов изготавливал Дмитровский домостроительный комбинат.
Микрорайон располагается на бывшей территории одноэтажных частных домов Финского посёлка. Ограничен Объездной дорогой, улицей Профессиональной и частным сектором Финского посёлка.
В 2004 году на запланированном в советское время месте, в центре микрорайона, строительство школы № 4. В 2006 году там же строительство детского сада «Золотая рыбка».
В 2000—2010-е годы по другую сторону Трансформаторной улицы (внутренняя улица микрорайона) снос одноэтажных домов и застройка территории 9-12 этажными домами.

### Дмитровское УПП ВОС. Микрорайон по улице Сиреневой
Начинается застройка по обе стороны Внуковской дороги, ведущей к селу Внуково. 

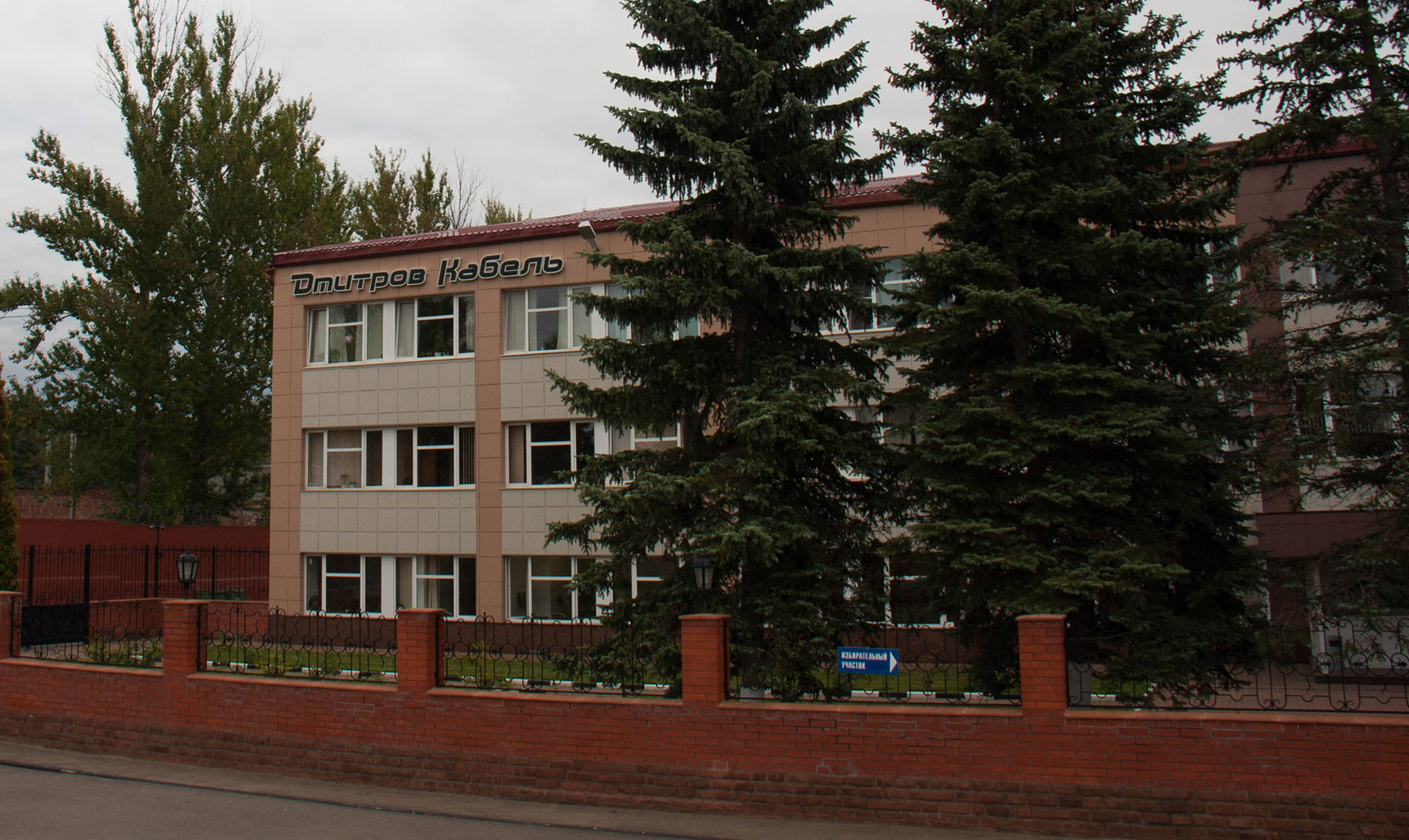
Административное здание бывшего предприятия УПП ВОС

В 1952 году на востоке посёлка строительство Дмитровского предприятия УПП ВОС.
Ранее, артель Всесоюзного общества слепых располагалась в закрытом здании Тихвинской церкви.
Сначало предприятие занималось выпуском металлогалантереи. В 1954 году коллектив, численностью 155 человека, начал выпуск мебели и фурнитуры к ней. В 1962 году начало выпуска запасных сельскохозяйственных изделий. В 1974 году на Дмитровском УПП ВОС налажен выпуск узлов-блоков для телевизоров «Юность». Численность предприятия уже составляла более 650 человек. Сейчас основную часть территории занимают предприятия: «Дмитров Кабель» (производство электрокабелей) и «Сокол» (производство зефира и пастилы).

Дорожный знак «Слепые пешеходы» на регулируемом пешеходном переходе между жилыми домами и предприятием УПП ВОС

В 1970—1980-х годах строительство 9-этажных панельных домов для работников УПП ВОС и других жителей Дмитрова по левой стороне Внуковской улицы. Панельные дома и предприятие УПП ВОС, соединённые огороженной дорожкой и пешеходным переходом автодороги со звуковым сопровождением (для слепых) образовали квартал УПП ВОС с продуктовым магазином. Для тепло- и водоснабжения панельных многоэтажных домов используется котельная УПП ВОС. Строительство овощехранилищ с весовой.
Жилой сектор находился по одну сторону Внуковской дороги, УПП ВОС и овощехранилища по другую.
Рядом создаётся автобусная остановка УПП ВОС. Данный период можно считать присоединением посёлка УПП ВОС к городу.
В 2000—2010-е годы в северной части продолжение многоэтажного строительства с образованием микрорайона на новой улице Сиреневой, составившее единое целое с старой панельной 9-этажной застройкой микрорайона УПП ВОС.
В микрорайон вошли построенные торговый центр «Сирень», детский сад № 9 и другие постройки.
На месте бывших овощехранилищ, разместились автомастерские и различные организации.
В 2000-х годах на востоке застройке на месте огородов на склоне холма строительство коттеджного посёлка «Дмитровское подворье», образующего улицу В. А. Новосёлова.
Часть прилегающей территории отдали под застройку частными домами.

### Строительство после 2000-х годов на территории частного сектора

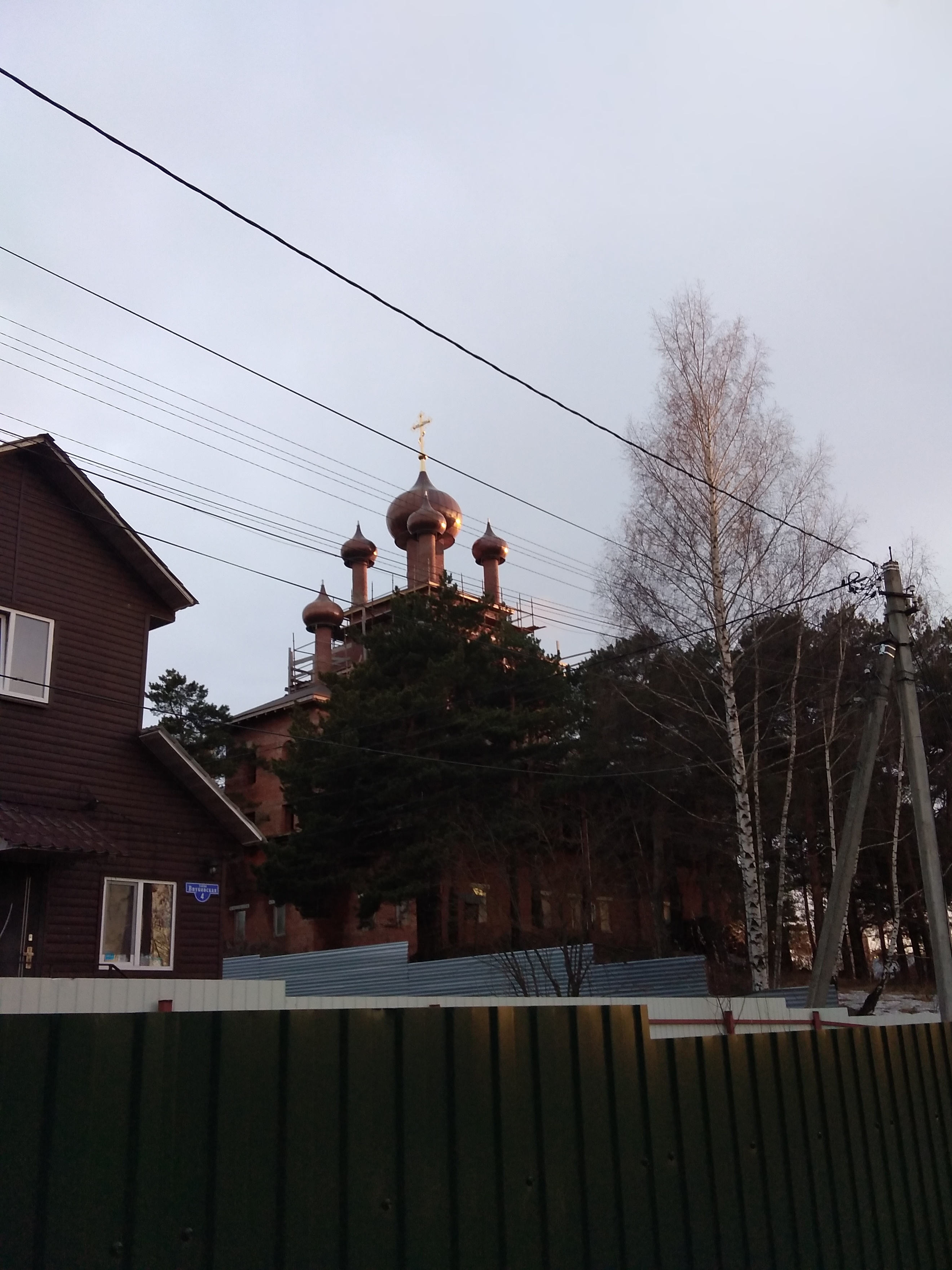
Строящаяся церковь Марии Магдалины по улице Внуковской

Расширение на юго-западе микрорайона Махалина за счет частного сектора посёлка. В 2010-х годах строительство нового многоэтажного и многоподъездного дома по улице 1-й Заречной, напротив парка «Сосновый бор» на месте снесённых "бараков" и частных домов. В дальнейшем застройка 17-этажными многоквартирными домами улиц 1-я и 2-я Заречная и части бывшего парка.
Также расширение Финского посёлка за счёт нового частного сектора на части застроенного парка «Сосновый бор» и бывших огородов, продолжение улиц: 1-я Заречная, 2-я Заречная, Зелёная, 2-я Зелёная, Транспортная, Межевая, также создание новой Ольховой улицы . Застройка Погодного переулка.
В 2015 году на возвышении в начале улицы Внуковской началось строительство церкви имени «Святой Магдалины».

## Учреждения и организации
- ООО «Дмитров-Кабель»
- ООО "КО «Сокол»
- ООО «Дмитровское УПП ВОС»
- ООО «Рамфоринх»
- Дмитровский участок «Электрические сети канала имени Москвы» Дежурная трансформаторная подстанция № 128
- Дмитровмежрайгаз
- Хладокомбинат ООО «Бирюса»
- Детский сад № 4 «Золотая рыбка»
- Детский сад № 9 «Цветик-семицветик»
- Школа-лицей № 4
- Городская библиотека № 4
- Котельная бывшего УПП ВОС
- Котельная (на Профессиональной)
- МФЦ

## Улицы
- микрорайон (улица) Махалина
- улица Сиреневая
- улица Внуковская
- Восточная Объездная дорога, Профессиональная(частично).

### Улицы бывшего Финского посёлка (сейчас частный сектор)
- Внуковская
- Кольцевая, Большая
- Заводской проезд
- Трансформаторная, Малый Трансформаторный переулок
- 1-я Зелёная, 2-я Зелёная
- Северная, Восточная
- 1-я Заречная, 2-я Заречная
- Полевая, Песчаная
- Межевая, Транспортная
- Большой Матусовский переулок, Южный переулок
- Ольховая